# Haplodiscus acuminatus
Haplodiscus acuminatus är en plattmaskart som beskrevs av Böhmig 1895. Haplodiscus acuminatus ingår i släktet Haplodiscus och familjen Convolutidae. Inga underarter finns listade i Catalogue of Life.